# Sophie Thatcher
Pour les articles homonymes, voir Thatcher (homonymie).
Sophie Thatcher, née le 18 octobre 2000 à Chicago (Illinois), est une actrice américaine.

## Enfance et Jeunesse
Sophie Bathsheba Thatcher nait à Chicago (Illinois) le 18 octobre 2000.
Elle est élevée dans une famille mormone, et déménage lorsqu’elle entre au collège dans un quartier plus conservateur qu’avant. En rapport à cela, elle dit « c’était difficile de grandir en tant que mormone » ajoutant « Je ne pense pas que ça soit mal, je pense juste que ce n’est pas fait pour moi. Mais quand j’étais enfant cela me rendait furieuse. Travailler était une bonne manière d’éviter d’aller à l’église. ». L’art est devenu pour elle une manière d’échapper à cette religion, lorsqu’elle a commencé à faire du cinéma de manière professionnelle, cela lui a permis de quitter l’église mormone.
Elle a suivi sa scolarité au lycée Evanston Township.
Elle a un frère qui s’appelle Alexander et une grande sœur se nommant Emma (elle aussi actrice). Elle a aussi une sœur jumelle : Ellie.
Au sujet de sa famille, elle dit « Everyone's very musical, that's how I grew up. » (« Tout le monde est très musical, c’est comme ça que j’ai grandi »). En effet, elle chantait dans la chorale de l’église et sa mère jouait du piano. Elle a grandi en chantant et a commencé à interpréter des rôles quand elle avait 4 ans. Elle a fréquenté une école d’arts de la scène pour le théâtre musical et son expérience derrière la caméra l’a amenée à se diriger vers le cinéma plus que vers la chanson.

## Filmographie

### Cinéma
- 2018 : Prospect : L'Ambre de la lune verte (Prospect) de Christopher Caldwell et Zeek Earl : Cee
- 2019 : The Tomorrow Man de Noble Jones : Jeanine
- 2023 : Le Croque-mitaine (The Boogeyman) de Rob Savage : Sadie
- 2024 : MaXXXine de Ti West : la FX Artist
- 2024 : Heretic de Scott Beck et Bryan Woods : Sœur Barnes
- 2025 : Companion de Drew Hancock : Iris

Prochainement
- 2026 : Her Private Hell de Nicolas Winding Refn

### Télévision

#### Séries télévisées
- 2016 : Chicago Police Department : Carolyn Clifford
- 2016 : L'Exorciste : Regan MacNeil jeune (2 épisodes)
- 2018 : Chicago Med : Deb (4 épisodes)
- 2020 : When the Street Lights Go On : Becky Monroe (10 épisodes)
- 2021-2025 : Yellowjackets : Natalie jeune (19 épisodes)[8]
- 2021-2022 : Le Livre de Boba Fett : Drash (3 épisodes)[9]